# Ernst Schmidt (Offizier)
Ernst Gottlob Schmidt (* 1798 vermutlich in Eckartsberga im Thüringer Kreis des Kurfürstentums Sachsen; † 3. Dezember 1877 in Kreuznach) war ein deutscher Ingenieur-Offizier (Garnison-Bau-Director, Ingenieuroffizier vom Platz, im aktiven Dienst zuletzt Hauptmann, mit dem Charakter als Major verabschiedet), der sich auf dem Gebiet der Provinzialrömischen Archäologie des Rheinlands und der Nahegegend betätigte.

## Leben

### Ausbildung und Dienst im preußischen Ingenieurkorps
Ernst Schmidt war ein Absolvent des Wilhelm-Ernst-Gymnasiums in Weimar im Herzogtum Sachsen-Weimar-Eisenach. Er trat am 23. Oktober 1823 als Unteroffizier (Offizieranwärter) in das Magdeburgische Füsilier-Regiment „Generalfeldmarschall Graf Blumenthal“ (Brandenburgisches) Nr. 36 in königlich preußische Dienste ein. Wahrscheinlich besuchte er, wie für die Laufbahn als Ingenieuroffizier vorgeschrieben, die Vereinigte Artillerie- und Ingenieurschule in Charlottenburg. Am 25. April 1824 wurde er zum Sekonde-Lieutenant, am 13. April 1837 zum Premier-Lieutenant (Oberleutnant) befördert. Er war Mitglied des Ingenieur- und Pionierkorps in der Bundesfestung Mainz, wo die dem VIII. Armee-Korps in Koblenz unterstellten 35. und 36. Infanterie-Regimenter seit 1820 stationiert waren. Als Secondelieutenant wurde Schmidt zum Fortifikations-Dienst in die Bundesfestung Luxemburg abgeordnet. 1833 wurde das 36. Infanterie-Regiment nach Saarlouis verlegt, auch Secondelieutenant bzw. Premierlieutenant Schmidt wird 1835, 1840 und 1842 dort geführt.  Ab 1844 war er aus Saarlouis zum Fortifikations-Dienst in Mainz abgeordnet. Ingenieur-Premierlieutenant bzw. -Hauptmann Schmidt wirkte 1843–1851 mit an der ersten Befestigung der Rheinkehle entlang der Rheinfront der Mainzer Neustadt. Seit dem 20. Januar 1844 Hauptmann, wurde er im Juni 1851 zum Garnison-Bau-Director des VIIIten Armee-Corps ernannt. 1852–1854 fungierte Ingenieur Hauptmann Schmidt als Garnisonbaudirector auch in Münster. Auf eine schriftliche Bitte des  Dortmunder Magistrats hin wurden der Königliche Garnison-Bau-Director Ingenieur-Hauptmann Schmidt zu Münster und der Königliche Landrat Christian Adolf Wilhelm Pilgrim zu Dortmund beauftragt, die alte Stadtmauer zwischen Burgtor und Kuckelkentor zu begutachten. Nach einer Besichtigung am 11. September 1852 sprachen sich beide für die teilweise Abtragung der Stadtmauer aus. Am 21. März 1854 wurde „Schmidt, Hauptmann von der 3ten Ingenieur-Inspection und Garnison-Bau-Director des VIIIten Armee-Corps“ unter Versetzung zur 2. (eher: 1.) Ingenieur-Inspektion zum Platz-Ingenieur der Festung Küstrin ernannt. In Küstrin führte er 1854/55 Baumaßnahmen an den Bastionen Philipp, Kronprinz und König durch. Er wurde, wie ihm bereits 1848 zugesichert worden war, mit dem Charakter eines Majors aus dem aktiven Militärdienst verabschiedet und lebte danach im Ruhestand als Major a. D. in Kreuznach in der Rheinprovinz. Während der Dienstzeit von Ernst Schmidt nahm das 36. Infanterie-Regiment an keinen Feldzügen und Gefechten teil.

### Herausgabe des schriftlichen Nachlasses seines Bruders Friedrich Wilhelm Schmidt
Sein Bruder Oberstleutnant Friedrich Wilhelm Schmidt (1786–1846) war zuletzt Abteilungschef im preußischen Großen Generalstab. Dieser wurde als Generalstabsoffizier verschiedentlich an andere Standorte versetzt, so 1821 bis 1830 nach Trier (1828/29 abgestellt zur Aufnahme der römischen Grenzsicherungsanlagen in der Rheingegend), 1830 bis 1834 nach Koblenz, 1834 bis 1838 in Berlin und 1838 bis 1842 nach Münster, ab 1842 wieder in Berlin. Friedrich Wilhelm Schmidt machte anlässlich seiner dienstlichen Aufträge viele archäologische Beobachtungen – darunter die Auffindung eines Römerlagers am Annaberg bei Haltern am See –, die er teilweise nicht mehr selbst veröffentlichen konnte. Ernst Schmidt gab 1859–1861 den schriftlichen Nachlass seines Bruders heraus.

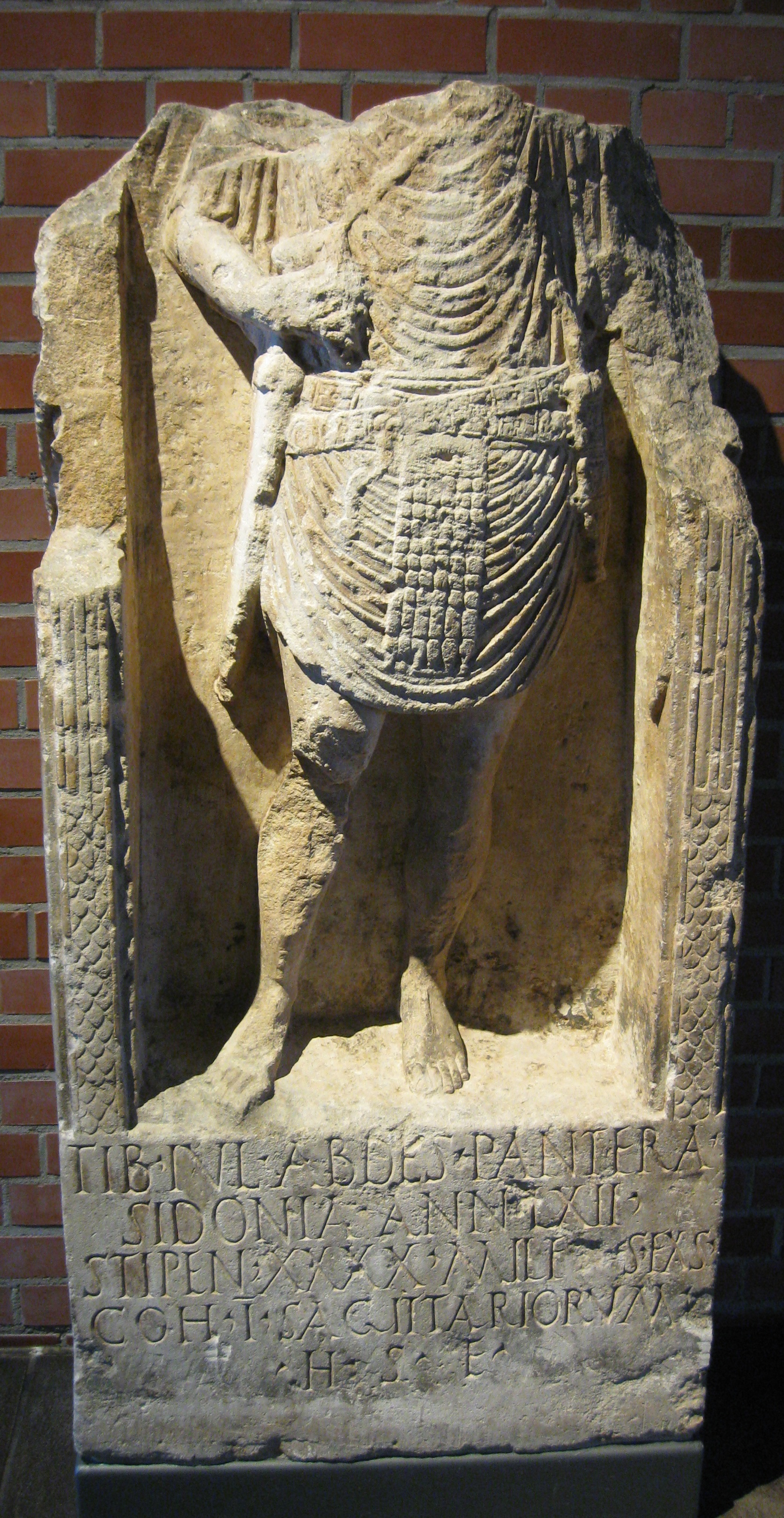
Grabmal von Tiberius Iulius Abdes Pantera, um 40 n. Chr., heute ausgestellt in der Römerhalle Bad Kreuznach

### Eigene Beiträge zur provinzialrömischen Archäologie
Ernst Schmidt war Mitglied des 1842 gegründeten Zentral-Dombau-Vereins zu Köln und seit 1858 Vorstandsmitglied des 1856 in Kreuznach gegründeten Antiquarisch-historischen Vereins für Nahe und Hunsrücken (heute: Verein für Heimatkunde für Stadt und Kreis Bad Kreuznach e. V.). 1860 publizierte er einige Grabdenkmäler, die im Oktober 1859 und Sommer 1860 bei Eisenbahn-Abböschungsarbeiten am Rupertsberg in Bingerbrück gefunden worden waren, darunter den Grabstein für Tiberius Iulius Abdes Pantera aus Sidon, der in der 1. Kohorte der Bogenschützen gedient hatte.

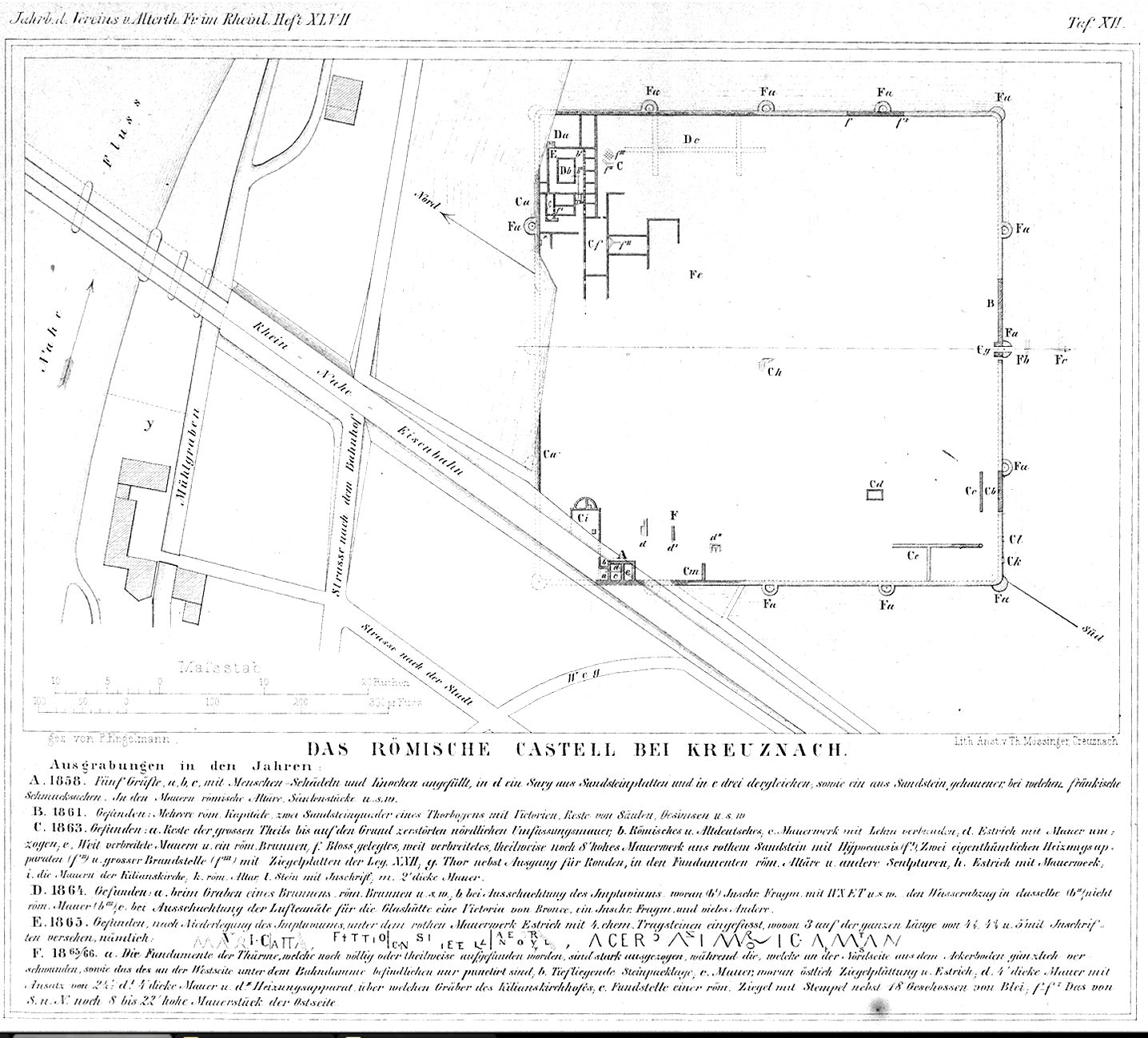
Befundplan der Ausgrabungen am spätrömischen Kastell in Kreuznach, 1858–1866

Nachdem bereits einige archäologische Funde in diesem Areal gemacht worden waren, bei deren Auffindung seit 1858 teilweise auch Schmidt zugegen gewesen war, wurde er 1865 vom Antiquarisch-historischen Verein mit systematischen Ausgrabungen im Bereich der sogenannten Heidenmauer – den Resten eines Römerkastells – in Kreuznach beauftragt, deren Ergebnisse er anschließend ausführlich veröffentlichte. Einige der 1864 an der Heidenmauer gemachten und von Schmidt veröffentlichten Funde (u. a. ein Handmühlstein, eine Münze und ein Stück Wandbekleidung) gelangten 1878 als Geschenk des Kaufmanns Franz Hermann Wolff aus Köln in das Museum für Völkerkunde zu Leipzig.

### Schmidtsche Münzsammlung in der Friedrich-Schiller-Universität Jena
Schmidt war auch außerordentliches Mitglied des Vereins von Altertumsfreunden im Rheinlande in Bonn. Nach dem Tod seines Bruders erbte er dessen umfangreiche Münzsammlung und vereinigte sie mit seinen eigenen Beständen. Ernst Schmidt beschrieb Münzbilder und Münzlegenden der ursprünglich 4346 Münzen umfassenden Sammlung in einem Katalog, der postum vom Weimarer Gymnasiallehrer Otto Knott (* 1858; † nach 1936) herausgegeben wurde. Die Brüder Schmidt hinterließen ihre Sammlung 1878 dem Wilhelm-Ernst-Gymnasium, das sie beide absolviert hatten. Heute bildet die noch 4313 antike Münzen zählende Sammlung als Dauerleihgabe der Klassik Stiftung Weimar den bedeutendsten Teil des Akademischen Münzkabinetts der Universität Jena.

## Schriften
Herausgeber von nachgelassenen Werken seines Bruders
- zusammen mit † Friedrich Wilhelm Schmidt: Zusammenstellung derjenigen Tagebuchs-Notizen etc., welche … F. W. Schmidt über seine in den Jahren 1838, 39, 40 und 41 in Westfalen ausgeführten Lokaluntersuchungen, und überhaupt über seine daselbst angestellten antiq. historischen Forschungen aufgezeichnet hat. In: Zeitschrift für vaterländische Geschichte und Altertumskunde (Westfälische Zeitschrift) Neue Folge 10 = 20 (1859), S. 259–318 (Digitalisat der Bayerischen Staatsbibliothek München), (Google-Books)
- zusammen mit † Friedrich Wilhelm Schmidt: Lokaluntersuchungen über den Pfahlgraben oder limes transrhenanus vom Rhein, unterhalb Neuwied, bis Oehringen sowie über die alten Befestigungen zwischen Lahn und Sieg. In: Annalen des Vereins für Nassauische Altertumskunde und Geschichtsforschung 6 (1859/60), S. 107–202 (Digitalisat der Bayerischen Staatsbibliothek München), (Google-Books)
  - (Separatdruck) Lokaluntersuchungen über den Pfahlgraben (limes transrhenanus) so wie über die alten Befestigungen zwischen Lahn und Sieg. Robert Voigtländer, Kreuznach 1859 (Google-Books)
- zusammen mit † Friedrich Wilhelm Schmidt:[25][26] Forschungen über die Römerstrassen etc. im Rheinlande. In: Jahrbücher des Vereins von Alterthumsfreunden im Rheinlande 31 (1861), S. 1–220 (Google-Books)
  - (Separatdruck) Forschungen über noch vorhandene Reste von den Militairstrassen, Befestigungen, Aquäducten etc. der Römer in den Rheinlanden. A. Marcus, Bonn 1861 (Digitalisat der Universitäts- und Landesbibliothek Düsseldorf)

Mitarbeit
- (Handschrift; Mappe mit 26 Plänen) Rudolf Pagenstecher: Fortifikatorische Geschichte der Festung Wesel (1833–1835), weitergeführt von Ingenieur-Hauptmann Schmidt;[27]; LVR-Niederrheinmuseum (Preußen-Museum) Wesel

Eigenständig verfasste Werke
- (Festungsplan Federzeichnung laviert; 112,6 × 70,3) Rheinkehlbefestigung. Grundriss-Darstellung der Rheinkehle Bastion Raimundi und Bastion Franziskus in 6 Variationen von Schmid(t), Ingenieur Premier Lieutenant, 1845; Stadtarchiv Mainz (BPSM / 269 D, zwischen Blatt Nr. 18 und Blatt Nr. 27) (Digitalisat des Stadtarchivs Mainz)
- (Handzeichnung 1:340 , sonst 1:170; 50,5 × 72,5 cm) Bastion Philipp: Regulierung der Geschützbänke des Banketts und des Hofes. Ansichten, Grundriß, Profile von Inghptm. Schmidt 1854; Geheimes Staatsarchiv Preußischer Kulturbesitz Berlin  (XI. HA Kartenabteilung, FPK Kriegsministerium, Festungspläne, Festung Küstrin, Teile der Festung, Festungswerke, Inv.-Nr. E 70141)
- (Kolorierte Handzeichnung 1:170; 53 × 58 cm) Bastion Kronprinz: Herstellung der Reversmauer. Ansicht, Grundriß, Profile von Inghptm. Schmidt Februar 1855; Geheimes Staatsarchiv Preußischer Kulturbesitz Berlin (XI. HA Kartenabteilung, FPK Kriegsministerium, Festungspläne, Festung Küstrin, Teile der Festung, Festungswerke, Inv.-Nr. E 70142)
- (Kolorierte Handzeichnung 1:3000; 124 × 65 cm) Festung Küstrin – Anlage einer neuen Buhne zum Schutz des Oder-Ufers bei Bastion König. Umriss der Festung mit Namen der Bastionen und Ravelins, vereinzelt Lage von Festungsgebäuden von Hptm. Schmidt März 1855; Geheimes Staatsarchiv Preußischer Kulturbesitz Berlin (XI. HA Kartenabteilung, FPK Kriegsministerium, Festungspläne, Festung Küstrin, Teile der Festung, Festungswerke, Inv.-Nr. C 70491)
- (kolorierte Zeichnungen; 44 × 59 cm u. ä.), Münster (Münster) Gardehôtel (alte Münstersche Kriegsschule, 1853/54 Kürassierkaserne am Krummen Timpen), neuer Kavalleriepferdestall an der Bispinghofstraße, 1. Lageplan Maßstab 20 preuß. Ruten = 24 cm, 1853/54, Schnitte 50 preuß. Fuß; 2. Fundamentplan Maßstab 100 preuß. Fuß = 22 cm, 1853/54; 3. Grundriß Maßstab 100 preuß. Fuß = 22 cm, 1853/54; 4. Schnitte Maßstab 50 preuß. Fuß = 22 cm, 1853/54 5. Längenansicht an der Straße Maßstab 50 preuß. Fuß = 13 cm, 1853/54; 6. Streuschuppen und Latrine Grundrisse, Schnitte, Ansichten Maßstab 20 preuß. Fuß = 10 cm, 1853/54, von Schmidt, Hauptmann, Garnisonsbaudirektor; Landesarchiv NRW Abteilung Westfalen Münster (W 051 / Karten A (Allgemein), Nr. 3281–3286 = Kartensammlung Münster, Nr. 1522,1–6)
- Römische Grabdenkmäler vom Ruppertsberg bei Bingen. In: Jahrbücher des Vereins von Alterthumsfreunden im Rheinlande 28 (1860), S. 79–87 (PDF der Universitätsbibliothek Heidelberg), (Google-Books)
- Neue römische Inschriften vom Rupertsberge bei Bingen. In: Jahrbücher des Vereins von Alterthumsfreunden im Rheinlande 29/30 (1860), S. 205–223 (PDF der Universitätsbibliothek Heidelberg), (Google-Books)
- Mittheilung des 6. Berichts des antiquarisch-historischen Vereins für Nahe und Hunsrücken über die Ausgrabungen des Kastells auf der Heidenmauer bei Creuznach. In: Amts-Blatt der königlichen Regierung zu Koblenz (1865), Nr. 33 vom 17. August, S. 241–243 (Google-Books)
  - Miscelle 14. Mittheilung über die Ausgrabungen des Kastells auf der Heidenmauer bei Creuznach. In: Jahrbücher des Vereins von Alterthumsfreunden im Rheinlande 39/40 (1866), S. 368–371 (Digitalisat der Universitätsbibliothek Heidelberg), (Google-Books)
- Ueber die auf dem Terrain des römischen Kastells bei Kreuznach, die Heidenmauer genannt, von October 1858 bis November 1866 stattgefundenen Ausgrabungen. In: Jahrbücher des Vereins von Alterthumsfreunden im Rheinlande 47/48 (1869), S. 66–113 (Digitalisat der Universitätsbibliothek Heidelberg), (Google-Books)
  - (Referat) Ueber die Aufklärungen, welche durch die auf der Heidenmauer von 1858–1866 stattgefundenen Ausgrabungen, insbesondere auch für die beiden ältesten Pfarrkirchen Kreuznachs, und das, in der Nähe der Kirchenstätte gestandene, fränkische Palatium regium gewonnen worden sind. In: Zehnter Bericht des antiquarisch-historischen Vereins für Nahe und Hunsrücken über das Vereinsjahr 1868–1869 10 (1869)
- Miscelle 2. Weitere römische Gräberfunde nördlich des Rupertsberges bei Bingerbrück. In: Jahrbücher des Vereins von Alterthumsfreunden im Rheinlande 52 (1872), S. 155f (Google-Books)
- Neuer antiquarischer Fund auf der Heidenmauer bei Kreuznach. In: Elfter Bericht des antiquarisch-historischen Vereins für Nahe und Hunsrücken (1869–1871) 11 (1872), S. 7
- Die älteste St. Martinskirche zu Kreuznach. In: Zwölfter Bericht des antiquarisch-historischen Vereins für Nahe und Hunsrücken im Sommer 1873 12 (1873), S. 14–17
- Geschichtliche Notizen über die früheren Kirchen und Klöster in Kreuznach. In: Annalen des Historischen Vereins für den Niederrhein 28/29 (1876), S. 242–259 (Digitalisat der Bayerischen Staatsbibliothek München), (Google-Books)

Postum herausgegeben:
- Otto Knott[22] (Hrsg.): Verzeichniss der Oberstlieutenant F. W. Schmidt'schen antiken Münzsammlung des Wilhelm-Ernst-Gymnasiums nach der Handschrift des Majors a. D. E. G. Schmidt. (Jahresbericht über das Wilhelm-Ernst-Gymnasium in Weimar 1889/90. Wissenschaftliche Beilage). Bernhard Friedrich Voigt, Weimar 1890 (Google-Books).